# Gross Schärhorn
Gross Schärhorn – szczyt w Alp Glarneńskich, części Alp Zachodnich. Leży w Szwajcarii w kantonie Uri. Należy do podgrupy Alpy Urano-Glarneńskie. Szczyt można zdobyć ze schroniska Planurahütte (2947 m), Hüfihütte (2334 m) lub Ruchenhüttli (2755 m).
Pierwszego wejścia dokonali G. Hoffmann, J. Gisler i P. L. Imholz w 1842 r.